# Distrikt Pueblo Nuevo (Ferreñafe)
Der Distrikt Pueblo Nuevo liegt in der Provinz Ferreñafe in der Region Lambayeque im Nordwesten von Peru. Der Distrikt wurde am 17. Februar 1951 gegründet. Er hat eine Fläche von 28,88 km². Beim Zensus 2017 wurden 14.503 Einwohner gezählt. Im Jahr 1993 lag die Einwohnerzahl bei 10.995, im Jahr 2007 bei 12.046. Sitz der Distriktverwaltung ist die 57 m hoch gelegene Stadt Pueblo Nuevo mit 13.733 Einwohnern (Stand 2017). Pueblo Nuevo bildet den westlichen Teil des Ballungsraums der Provinzhauptstadt Ferreñafe.
Der Distrikt Pueblo Nuevo liegt im äußersten Südwesten der Provinz Ferreñafe. Er befindet sich in der Küstenebene von Nordwest-Peru knapp 15 km nördlich der Großstadt Chiclayo sowie knapp 20 km von der Pazifikküste entfernt. Im Distriktgebiet wird bewässerte Landwirtschaft betrieben.
Der Distrikt Pueblo Nuevo grenzt im Norden, Osten und Südosten an den Distrikt Ferreñafe. Im Süden und Westen befindet sich der Distrikt Lambayeque. Im äußersten Nordwesten grenzt der Distrikt Pueblo Nuevo an den Distrikt Mochumí.